# Gareguim II Restúnio
Gareguim II Restúnio (em armênio: Գարեգին; romaniz.: Garegin) foi um nobre armênio do século IV, ativo durante o reinado do rei Varasdates (r. 374–378).

## Nome
O nome Gareguim (Գարեգին, Garegin) tem origem desconhecida. Nina Garsoïan propôs que possa estar relacionado ao persa médio gar, que derivou do avéstico gari-, "montanha".

## Vida

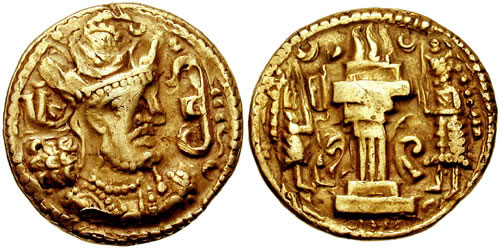
Dinar de r.

Gareguim era filho de Tazates, o único membro sobrevivente de sua família. Casou-se com Amazaspui, irmã de Vasaces I, Vardanes I e Vaanes, o Apóstata. Em 363/4, quando tropas do Império Sassânida do xainxá Sapor II (r. 309–379) conquistaram a Armênia após a Paz de Nísibis assinada com o Império Romano, fugiu e deixou sua esposa para trás, que foi capturada e morta por não abjurar sua fé. É possível que tenha retornado durante o reinado de Papa (r. 370–374). Em 378, participou na guerra civil entre Manuel Mamicônio e Varasdates (r. 374–378). Na Batalha de Carenitis, foi encontrado entre os nacarares caídos, mas estava nem morto nem ferido. Segundo Fausto, o Bizantino, seu parente Amazaspiano I passou perto e Gareguim disse: "Senhor Amazaspiano, cuide de mim. Comando que um corcel seja trazido para que eu monte." Amazaspiano perguntou quem era e ele respondeu. Amazaspiano então ordenou que os portadores de escudos próximos se abaixassem e o protegessem. Certo Danune, gumapetes dos soldados portadores de escudo, ao vê-los protegendo-o perguntou-lhes quem era e responderam. Ele se enfureceu, desmontou, pegou sua espada e cortou Gareguim em pedaços.